# Peter Godfrey-Smith
Peter Godfrey-Smith (Sydney, 1965) è un filosofo della scienza e scrittore australiano.
Professore di storia e filosofia della scienza all'Università di Sydney, si occupa principalmente di filosofia della biologia e di filosofia della mente e ha anche interessi nella filosofia generale della scienza, nel pragmatismo (in particolare il lavoro di John Dewey) e in alcune parti della metafisica e dell'epistemologia.

## Biografia
Nato in Australia nel 1965, Godfrey-Smith ha conseguito un dottorato di ricerca in filosofia presso l' Università della California, San Diego nel 1991 sotto la supervisione di Philip Kitcher. Ha insegnato alla Harvard University, alla Stanford University, alla Australian National University e anche al CUNY Graduate Center. Godfrey-Smith ha ricevuto il premio Lakatos  per il suo libro del 2009, Darwinian Population and Natural Selection, che discute le basi filosofiche della teoria dell'evoluzione .
Ha criticato gli argomenti dei sostenitori del "disegno intelligente" (o creazionismo scientifico).

## Altre menti
Nel 2016, Godfrey-Smith ha pubblicato il libro Other Minds: The Octopus, The Sea e the Deep Origins of Consciousness .  Si esplora l'origine della sensibilità, coscienza e l'intelligenza nel regno animale, in particolare come si è evoluto nei cefalopodi rispetto ai mammiferi e uccelli.

## Pubblicazioni
- Complexity and the Function of Mind in Nature (1998)
- Theory and Reality: An Introduction to the Philosophy of Science (2003), pubblicato in Italia: Teoria e realtà. Introduzione alla filosofia della scienza (Raffaello Cortina Editore, 2022)
- Darwinian Populations and Natural Selection (2009)
- Other Minds: The Octopus, the Sea, and the Deep Origins of Consciousness (2016), pubblicato in italia: Altre menti: il polpo, il mare e le origini profonde della coscienza (2016)
- Metazoa. Animal Minds and the Birth of Consciousness (2020), pubblicato in italia: Metazoa. Gli animali e la nascita della coscienza (2021)